# Cratere Josetsu
Josetsu è un cratere sulla superficie di Mercurio, il suo nome è stato adottato nel 2019 dalla International Astronomical Union in onore del pittore giapponese Josetsu.